# Aanmaning
Een aanmaning of betalingsherinnering is een schriftelijke mededeling, bijvoorbeeld in de vorm van een brief, voor het voldoen van een betaling. Vaak is een aparte afdeling van een bedrijf hiervoor verantwoordelijk. Ook schrijven incassobureaus en gerechtsdeurwaarders aanmaningen om debiteuren alsnog tot betalen te bewegen. Wanneer aanmaningen geen effect hebben kan de schrijver besluiten een civiele procedure te starten om zo via de rechter betaling af te dwingen.
Bedrijven hebben er vaak begrip voor als een klant soms een rekening vergeet of anderszins te lang laat liggen, en willen hem bovendien niet tegen zich in het harnas jagen. Een eerste aanmaning is dan ook vaak een vriendelijk schrijven waarin verzocht wordt alsnog de rekening te voldoen.
Een aanmaning (vaak pas een volgende) kan de waarschuwing bevatten dat bij uitblijven van betaling de wettelijke incassokosten zijn verschuldigd (deze vermelding is ook een voorwaarde daarvoor). Vaak wordt dan ook vermeld dat een incassobureau, gerechtsdeurwaarder of advocaat wordt ingeschakeld. De laatste waarschuwing voor het inschakelen van een dergelijke externe partij zal tevens een officiële ingebrekestelling inhouden.
Wanneer een externe partij wordt ingeschakeld zal deze eveneens beginnen met een of meerdere aanmaningsbrieven. Deze behelst een herhalingsnota met daarbij tevens de wettelijke incassokosten en wettelijke rente. Vaak bevat een herhaalde aanmaning van een incassobureau, advocaat of deurwaarder een waarschuwing dat bij het uitblijven van betaling een civiele procedure zal volgen. Wanneer ook dan betaling uitblijft en de schuldeiser de procedure wil voortzetten kan hij een gerechtsdeurwaarder opdracht geven tot dagvaarding van de debiteur.